# 강변북로 (여주시)
강변북로(Gangbyeonbuk-ro)는 경기도 여주시 오학동 신륵사사거리에서 여주시 오학동 현암교차로를 잇는 도로이다.

## 주요 경유지
경기도
- 여주시 (오학동)

## 노선 경로
| 이름          | 접속 노선                | 경유지        | 경유지        | 비고          |
| 신륵로와 직결 | 신륵로와 직결            | 신륵로와 직결 | 신륵로와 직결 | 신륵로와 직결 |
| ------------- | ------------------------ | ------------- | ------------- | ------------- |
| 신륵사사거리  | 여양로                   | 여주시        | 오학동        |               |
| 오학 교차로   | 도예로                   | 여주시        | 오학동        |               |
| 법무 교차로   | 현암로                   | 여주시        | 오학동        |               |
| 현암 교차로   | 국도 제37호선 (여주북로) | 여주시        | 오학동        |               |

## 주요건물및 시설
- 농협 여주축협하나로마트 (강변북로 50/오학동 359-1)
- 농협 여주축산농협 (강변북로 50/오학동 359-1)